# Wet van open lettergrepen
De wet van open lettergrepen was een fonologisch verschijnsel in het Oerslavisch dat een aantal verschillende klankverschuivingen omvatte. Het resultaat was steeds een toegenomen sonoriteit in het inwendige van lettergrepen.
Deze wet heeft in hoge mate bijgedragen aan de typische ontwikkeling van de Slavische talen uit het Proto-Indo-Europees. 

## Deelprocessen

#### Elisie
Medeklinkers en medeklinkerclusters aan het eind van lettergrepen en woorden zorgden aanvankelijk voor een dalende sonoriteit. Deze eindklanken zijn mettertijd verdwenen: 
- ka-mens > ka-me (> ka-mo > ka-my); (Oudkerkslavisch) kamy

#### Prosthesis
Aan lettergrepen waarvan de sonoriteit aanvankelijk constant was (bijvoorbeeld omdat ze alleen maar uit een klinker bestonden) werd een initiële i (uitgesproken als j) of u (= v) toegevoegd. Hierdoor werd de sonoriteit stijgend:
- y-dra > vy-dra; (Nieuwrussisch) vydra

#### Syncope
Ook binnenin woorden werden medeklinkerclusters - waarvan de sonoriteit vaak afneemt - vereenvoudigd:
- op-sa > o-psa > o-sa; (Nieuwrussisch) osa

#### Nasalisatie
Uit een klinker en een daaropvolgende nasale medeklinker werd bij voor in de mond gearticuleerde klinkers  (e, ě, i, ь) de nasale klinker ę gevormd, of ǫ bij centraal en achter in de mond gelegen klinkers  (a, o, y, ъ): 
- Oersl. na-č'ьn-ti > na-čę-ti; Nieuwrussisch načat

Deze ontwikkeling heeft zich in de eerste fasen van de Slavische talen gestagneerd. De vele nasale klinkers van het Pools (zoals de ą in są, "zij zijn") zijn dus niet het resultaat van de wet van open lettergrepen.

#### Monoftongering
De sonoriteit van diftongen is altijd dalend, aangezien het tweede deel van een diftong geen lettergreepfunctie heeft. De Proto-Indo-Europese diftongen veranderden daarom in het Oerslavisch in monoftongen:
- poi-ti > pě-ti; Nieuwrussisch pet

#### Metathese
Bij lettergrepen met de structuur "medeklinker – o of e – liquida"  wisselde de liquida met de voorafgaande klinker van plaats, waardoor een open lettergreep gecreëerd werd:
- gor-dъ > gro-dъ

Deze zogenaamde "Tort"-groepen hebben zich verder onderscheiden in de ontwikkeling van de verschillende Slavische talen: 
- Oost-Slavische talen: gor-dъ > gro-dъ> go-ro-dъ (vgl. het Russische gorod).
- West-Slavische talen: (behalve het Tsjechisch en het Slowaaks): gor-dъ > gro-dъ (vgl. het Poolse gród).
- Zuid-Slavische talen, Tsjechisch en Slowaaks:  gor-dъ > gro-dъ > gra-dъ (vgl. het Servische Beograd, Tsjechisch hrad)

De wet van open lettergrepen omvatte daarnaast nog het verplaatsen van medeklinkers in de coda naar de volgende lettergreep.